# 프로그레시브 웹 애플리케이션

로고

프로그레시브 웹 애플리케이션(Progressive web applications, PWA)은 웹을 통해 전달되는 응용 소프트웨어의 일종으로, HTML, CSS, 자바스크립트를 포함한 일반 웹 기술들을 사용하여 만들어진다. 표준을 준수하는 브라우저를 사용하는 어떠한 플랫폼에서라도 동작하도록 고안되었다. 기능에는 오프라인 작업, 푸시 알림, 장치 하드웨어 접근, 데스크톱과 모바일 장치의 네이티브 애플리케이션과 유사한 사용자 경험의 창출을 가능케 하는 것이 포함된다. 웹 애플리케이션으로 알려진 웹 페이지 또는 웹사이트의 일종이기 때문에 개발자나 사용자가 애플 앱 스토어나 구글 플레이와 같은 디지털 배급 시스템을 통해 웹 앱을 설치할 필요가 없다.
웹 애플리케이션들이 처음부터 모바일 장치용으로 사용이 가능하긴 했으나 이들은 속도가 더 느렸고 기능이 더 적은 것이 일반적이었으며 네이티브 앱보다 덜 사용되었다. 그러나 이전에 네이티브 앱에서만 사용이 가능했던 오프라인 작업 기능과 더불어 모바일 장치에서 실행되는 PWA들은 훨씬 더 빠르게 수행이 가능하며 더 많은 기능을 제공할 수 있고 네이티브 앱과의 격차를 줄여주고 데스크톱과 모바일 플랫폼에 모두 이식이 가능하게 된다.
PWA들은 별도의 빌드 또는 배포 과정이 필요 없다. 프로그레시브 웹 앱의 게시는 어떠한 웹 페이지를 대상으로도 가능하다.

## 배경
2007년 아이폰 런칭 당시 스티브 잡스는 Ajax 구조를 사용하여 HTML5로 개발된 웹 앱들이 아이폰 앱의 표준 포맷이 될 것이라고 발표하였다. 어떠한 SDK도 필요 없었으며 앱은 사파리 브라우저 엔진을 통해 장치에 완전히 연동될 것이었다.

## 예시
- 트위터
- 데일리모션닷컴

## 같이 보기
- HTML 애플리케이션
- 리치 인터넷 애플리케이션
- 위챗 미니 프로그램